# 凯恩斯总供给曲线
凯恩斯总供给曲线（英語：Keynesian aggregate supply curve）是总供给曲线一種，其重要前提是工资和价格刚性，即无視时间长短不自行调整变动。在宏观经济学，总供给曲线一向较具争议。目前西方总供给曲线即总产出与价格水平之间的关系分为三种：凯恩斯总供给曲线、古典总供给曲线和常规总供给曲线。
凯恩斯总供给曲线分两段，一段是达到充分收入前，曲线是一段水平线。另一端是充分收入后，曲线是一段垂直线。水平线段的意思是，在产量小于充分就业的条件下，由于货币工资和价格水平都刚性不会变动，所以就既定的价格Po下，社会能提供任何数量的yo,换句话说即在达到充分就业之前，经济社会能按照既定的价格提供任何数量的产量或国民收入，水平线上，若国家使用增加需求的政策使总需求曲线右移，可以使交点不断右移直到交在E0，即能使经济达到充分状态。垂直线的意思是在达到充分就业之后，社会已经没有多余的生产能力，从而，不可能生产出更多的产品，此时若提高总需求使曲线右移不会使产量上升，而会使价格上升。